# The Boy Who Knew Too Much
The Boy Who Knew Too Much – drugi album libańskiego wokalisty pop – Miki, wydany 21 września 2009 roku, dzięki wytwórni Casablanca Records, z pomocą Universal Music Group.

## Projekt okładki
Okładkę, tak jak do debiutanckiego albumu Miki – „Life in Cartoon Motion”, zaprojektowała siostra artysty (która tworzy pod pseudonimem DaWack), australijska ilustratorka, Sophie Blackall. Cała praca została zainspirowana ilustrowanymi książkami dla dzieci, wydawanych między latami 40. a 70. XX wieku.

## Lista utworów
Wersja standardowa
1. „We Are Golden”
2. „Blame It on the Girls”
3. „Rain”
4. „Dr. John”
5. „I See You”
6. „Blue Eyes”
7. „Good Gone Girl”
8. „Touches You”
9. „By the Time”
10. „One Foot Boy”
11. „Toy Boy”
12. „Pick Up Off the Floor”

Wersja deluxe
CD1 – The Boy Who Knew Too Much
1. „We Are Golden”
2. „Blame It on the Girls”
3. „Rain”
4. „Dr. John”
5. „I See You”
6. „Blue Eyes”
7. „Good Gone Girl”
8. „Touches You”
9. „By the Time”
10. „One Foot Boy”
11. „Toy Boy”
12. „Pick Up Off the Floor”
13. „Lover Boy” (utwór dodatkowy)

CD2 – Mika: Live at Sadler’s Wells
1. „Grace Kelly”
2. „Lady Jane”
3. „Stuck in the Middle”
4. „Lonely Alcoholic”
5. „Blue Eyes”
6. „Toy Boy”
7. „Billy Brown”
8. „Good Gone Girl”
9. „Over My Shoulder”
10. „Big Girl (You Are Beautiful)”
11. „Love Today”
12. „Blame It on the Girls”
13. „Happy Ending”
14. „Lollipop”
15. „My Interpretation”
16. „Rain”
17. „Relax, Take It Easy”

## Single promujące płytę
- „We Are Golden” – wydany 7 września 2009 roku
- „Blame It On The Girls” – wydany 23 listopada 2009 roku
- „Rain” – wydany 15 lutego 2010 roku